# Österreichische Jurist:innen-Zeitung
Die Österreichische Jurist:innen-Zeitung (ÖJZ; bis 2022: Österreichische Juristen-Zeitung) ist eine österreichische juristische Fachzeitschrift.
Sie wurde 1946 gegründet und erscheint seither in ununterbrochener Folge in der Manz’schen Verlags- und Universitätsbuchhandlung. Als erster Schriftleiter fungierte Franz Hohenecker, Senatspräsident des Obersten Gerichtshofs. Dezidiertes Ziel war es, ein „Organ [zu schaffen], welches es sich nach der Zeit einer siebenjährigen Rechtlosigkeit zur Aufgabe machte, den Gedanken des Rechtsstaates zu wecken und der gesamten Öffentlichkeit den Inhalt der Gesetzgebung nahezubringen“.
Sie erscheint mit 16 Ausgaben jährlich und umfasst in der Regel 64 bis 68 Seiten pro Heft, auf denen die Rechtsgebiete Zivilrecht, Strafrecht und Öffentliches Recht samt der jeweiligen Verfahrensrechte behandelt werden.
Wichtige Bestandteile sind – neben Beiträgen – das Evidenzblatt mit der kompakten Judikaturwiedergabe der wichtigsten OGH-Entscheidungen sowie weitere Judikaturübersichtsbeiträge mit den wesentlichen Entscheidungen der nationalen Höchstgerichte, des EuGH und des EGMR, teilweise versehen mit Anmerkungen. 
Weiterer Bestandteil ist die Rubrik „Aktuell“ mit den wichtigsten juristischen Entwicklungen. Buchbesprechungen wurden 2023 eingestellt.

## Redaktion
Chefredakteure
- Stefan Perner
- Martin Spitzer

Redaktionsteam
- Claudia Fuchs
- Robert Fucik
- Kurt Kirchbacher
- Christian Koller
- Julia Told

Evidenzblatt:
- Andrew Annerl
- Christoph Brenn
- Richard Hargassner
- Eckart Ratz
- Martina Weixelbraun-Mohr
- Jörg Ziegelbauer

Anmerkungen:
- Bernhard Burtscher
- Alexander Wilfinger

## Zitierweise
Beiträge aus der ÖJZ werden gemäß den „Abkürzungs- und Zitierregeln der österreichischen Rechtssprache und europarechtlicher Rechtsquellen“ üblicherweise so zitiert:
Autor oder Autorin, Titel des Aufsatzes, ÖJZ Jahr, Seite
Beispiel: Parapatits, Das Verhältnis von Vertrag zugunsten Dritter und Anweisung, ÖJZ 2012, 341